# Bangkok Hilton
Bangkok Hilton är en australiensisk TV-serie från 1989 i regi av Ken Cameron med Nicole Kidman i huvudrollen.

## Handling
Katrina Stanton (Nicole Kidman) blir stoppad i tullen på väg hem från Thailand då väskan hon fått av sin nya pojkvän är suspekt. I väskan hittar vakterna stora mängder narkotika och Katrina blir deporterad till Bangkok Hilton (Bang Kwang), ett av världens mest ökända fängelser.

## I rollerna
- Nicole Kidman - Katrina Stanton
- Denholm Elliott - Hal Stanton
- Hugo Weaving - Richard Carlisle
- Joy Smithers - Mandy Engels
- Norman Kaye - George McNair
- Jerome Ehlers - Arkie Ragan
- Pauline Chan - Pretty Warder
- Noah Taylor - Billy Engels
- Richard Carter - Detective King
- Gerda Nicolson - Lady Faulkner
- Judy Morris - Catherine Faulkner